# Ночь генералов (фильм, 1967)
«Ночь генералов» (англ. The Night of the Generals) — военная детективная драма режиссёра Анатоля Литвака по одноимённому роману (англ.) Ганса Гельмута Кирста (англ.), ставшему бестселлером в Великобритании и США (по итогам продаж 1963—1964 годов). Фильм снят в 1966 году.

## Сюжет
В оккупированной нацистами Варшаве в 1942 году происходит жестокое убийство проститутки, бывшей тайным немецким агентом. Расследование преступления доверяют майору абвера Грау (Омар Шариф). Его расследование выходит на трёх немецких генералов: генерала фон Зейдлиц-Габлера (Чарльз Грей), его начальника штаба генерала Каленберга (Дональд Плезенс) и генерала Танца (Питер О'Тул), но расследование Грау обрывается — по инициативе начальства его переводят в Париж.
Много лет спустя после войны, в 1965 году, внимание Интерпола привлекает убийство проститутки в Гамбурге. Инспектор Моран (Филипп Нуаре), который в долгу перед Грау за сокрытие его связи с Сопротивлением во время войны, приходит к выводу, что почти наверняка там есть связи с убийством 20-летней давности. Моран начинает расследовать сразу оба дела. Действие фильма перемещается в 1940-е.
Дело в Варшаве остаётся закрытым, пока все три офицера не встретились в Париже в июле 1944 года. Париж в то время представлял собой очаг интриг, руководящий состав офицеров вермахта объединятся в заговоре с целью убийства Гитлера. Каленберг глубоко вовлечён в заговор, в то время как фон Зейдлиц-Габлер осведомлён о подготовке покушения, но находится в стороне от процесса, ожидая результата. Танц не знает о заговоре и остаётся полностью лояльным фюреру. В ночь на 19 июля 1944 года Танц вызывает своего водителя Курта Гартмана (Том Кортни) для покупки проститутки на ночь. Танц жестоко убивает её таким образом, чтобы вовлечь Гартмана, но предлагает водителю сговор, который тот принимает. Теперь уже подполковник Грау сводит воедино варшавское и парижское убийства. Расследование выводит Грау на Танца. Однако это случается слишком поздно, потому что уже на следующий день происходит покушение на Гитлера. Поэтому, когда Грау обвиняет Танца лицом к лицу, генерал убивает Грау и представляет того как участника антигитлеровского заговора, дабы замести следы.
Годы спустя Моран пытается связать концы с концами: он не находит улик против Каленберга или Зейдлиц-Габлера, но находит одного человека, знавшего, кто является настоящим убийцей. Моран выступает с обвинением генерала на званом вечере для бывших членов танковой дивизии Танца. Когда Моран приводит Гартмана в качестве свидетеля, побледневший Танц уходит в соседнюю комнату и стреляется.

## В ролях
| Актёр             | Роль                               |
| ----------------- | ---------------------------------- |
| Питер О’Тул       | генерал Танц                       |
| Омар Шариф        | Грау                               |
| Филипп Нуаре      | инспектор Моран                    |
| Том Кортни        | ефрейтор Гартман                   |
| Дональд Плезенс   | генерал Каленберг                  |
| Чарльз Грей       | генерал фон Зейдлиц-Габлер         |
| Джоанна Петтет    | Ульрике                            |
| Кристофер Пламмер | фельдмаршал Роммель                |
| Саша Питоефф      | доктор                             |
| Жерар Бур         | фон Штауффенберг                   |
| Робер Фавар       | сотрудник аэропорта (нет в титрах) |

## История создания
- Фильм «Ночь генералов» — одна из последних режиссёрских работ Анатоля Литвака, который за долгие годы кинокарьеры успел поработать и в СССР, и в Европе, и в Голливуде. Фильм «Ночь генералов» задумывался создателями как фильм-реквием, как тяжёлый (но честный) рассказ о том, какое страшное наследие оставила в сердцах людей Вторая мировая война.

- На TV-каналах Франции и Англии фильм «Ночь генералов» неизменно демонстрируется с анонсом «Классика кино».[источник не указан 4471 день].

- Английская певица Марианна Фэйтфул проходила пробы на роль Ульрике[источник не указан 4472 дня].

- Даже не успев выйти в прокат, кинокартина «Ночь генералов» подверглась серьёзной цензуре за сексуальные намёки, которые продюсерам (при монтаже) пришлось «закамуфлировать» тенями и силуэтами[источник не указан 4472 дня].

- Продюсер фильма «Ночь генералов» — Сэм Шпигель — открыто признавал в интервью[источник не указан 4472 дня], что он взялся за этот проект не столько из «любви к искусству», сколько из чувства личной ненависти к фашизму, поскольку он сам подвергся репрессиям со стороны нацистов.

- Слоган фильма: «Уникальная охота в столицах Европы… 20 лет назад и сегодня».